# Phil Thompson
Philip Bernard "Phil" Thompson (født 21. januar 1954 i Liverpool, England) er en tidligere engelsk fodboldspiller, der spillede som midterforsvarer. Han var på klubplan primært tilknyttet Liverpool F.C., hvor han på sine 13 sæsoner i klubben var med til at vinde adskillige engelske mesterskaber og Europa Cup-titler. Han spillede desuden to sæsoner for Sheffield United.
Thompson blev desuden noteret for 42 kampe og én scoring for Englands landshold. Han repræsenterede sit land ved EM i 1980 og VM i 1982.

## Titler
Engelsk 1. division
- 1973, 1976, 1977, 1979, 1980, 1982 og 1983 med Liverpool F.C.

FA Cup
- 1974 med Liverpool F.C.

Football League Cup
- 1981, 1982 og 1983 med Liverpool F.C.

Charity Shield
- 1974, 1976, 1977, 1979, 1980 og 1982 med Liverpool F.C.

Mesterholdenes Europa Cup
- 1977, 1978 og 1981 med Liverpool F.C.

UEFA Cup
- 1973 og 1976 med Liverpool F.C.

UEFA Super Cup
- 1977 med Liverpool F.C.